# Hisashi Kurosaki
Hisashi Kurosaki (jap. 黒崎久志 Kurosaki Hisashi; ur. 8 maja 1968 w Kanuma) – japoński piłkarz, reprezentant kraju.

## Kariera klubowa
Od 1987 do 2003 roku występował w klubach Honda, Kashima Antlers, Kyoto Purple Sanga, Vissel Kobe, Albirex Niigata i Omiya Ardija.

## Kariera reprezentacyjna
W reprezentacji Japonii zadebiutował w 1989. W reprezentacji Japonii występował w latach 1989–1997. W sumie w reprezentacji wystąpił w 24 spotkaniach.

## Statystyki
| Reprezentacja Japonii | Reprezentacja Japonii | Reprezentacja Japonii |
| Rok                   | Mecze                 | Gole                  |
| --------------------- | --------------------- | --------------------- |
| 1989                  | 7                     | 1                     |
| 1990                  | 2                     | 0                     |
| 1991                  | 0                     | 0                     |
| 1992                  | 0                     | 0                     |
| 1993                  | 1                     | 0                     |
| 1994                  | 1                     | 0                     |
| 1995                  | 10                    | 3                     |
| 1996                  | 2                     | 0                     |
| 1997                  | 1                     | 0                     |
| Razem                 | 24                    | 4                     |

## Osiągnięcia
- J-League: 1996
- Puchar Cesarza: 1997
- Puchar J-League: 1997